# گواردیاگرله
گواردیاگرله (به ایتالیایی: Guardiagrele) یک کومونه در ایتالیا است که در استان کییتی واقع شده‌است.

## خصوصیات
گواردیاگرله ۵۶ کیلومترمربع مساحت و ۹٬۴۹۷ نفر جمعیت دارد و ۵۷۶ متر بالاتر از سطح دریا واقع شده‌است.